# Neutrinska fizika
Neutrinska fizika je grana fizike razvijena krajem 20. stoljeća, pri opisivanju svojstava neutrina i njihova međudjelovanja (interakcije) s drugim subatomskim česticama. Od pretpostavke postojanja neutrina 1930. do njegova otkrića kao čestice proteklo je 25 godina jakog istraživanja. U istraživanjima, koja su započela radom M. Koshibe sa suradnicima (1998.), radi registracije reakcija neutrina s drugim česticama, koristio se bazen s 50 000 tona vode i 11 146 fotomultiplikatora, dobivene su, uz iscrpniju informaciju o Sunčevim neutrinima, prvi put i naznake za oscilacije atmosferskih neutrina (nestajanje mionskih neutrina koji do detektora dolaze odozdo, kroz Zemlju). To je bio poticaj za pokretanje pokusa s dugim snopovima mionskih neutrina, koji od ubrzivača čestica (akcelerator) koji ih proizvodi do osjetnika (detektora) putuju kroz Zemljinu unutrašnjost. Ti su pokusi odigrali ulogu prvih neutrinskih teleskopa, opažanjem neutrina sa Sunca i sa supernove SN87A. Jedino se u "neutrinskom svjetlu"«, koje ne mijenja smjer na putu do promatrača, može utvrditi položaj izvora primarnoga kozmičkog zračenja (primjerice aktivnih galaktičkih jezgri) i već postoje nebeske karte izvorâ kozmičkih neutrina.

## Neutrinski detektor
Problem malog udarnog presjeka neutrina zahtjeva danas detektore s velikom masom ili/i veliku jakost neutrina. To je bio razlog što je neutrino bio tako kasno pokusima otkriven. Pomoću suvremene skupe tehnologije, danas je moguće vršiti pokuse s neutrinima.

## Neki teorijski problemi u neutrinske fizike
Standardni model mikrosvijeta je osnovan na kvantnoj teoriji. Ona je smanjila zakone prirode na 4 osnovne sile: gravitacija, elektromagnetizam, slabe sile i jake sile. Neutrino djeluje samo gravitacijskim i slabim silama. Pokusima je pokazano da postoje 3 različita neutrina: elektron neutrino, mion neutrino i tau neutrino (νe, νμ i ντ). Imena su dana prema međudjelovanjima (interakcijama) u kojima su neutrini povezana s ostalim leptonima: elektronom, mionom i tauonom.
Leptoni su elementarne čestice koje nemaju jako međudjelovanje s materijom, kao što imaju kvarkovi koji su sastojni dijelovi na primjer protona i neutrona (takozvanih bariona). U okviru tih sila je moguće sve proizvesti što nije zabranjeno nekom simetrijom, koja je izražena u očuvanju nekih fizikalnih veličina, kao na primjer energije. Iz načela simetrije u modelu Velikog praska je trebala nastati jednaka količina materije kao i antimaterije. Po tom načelu slijedi da bi došlo do nestanka materije u takozvanoj anihilaciji materije i antimaterije, i bilo bi nerazumljivo zašto postoji današnji svijet materije i mi s njom. Neutrino bi mogao pomoći u rješenju te asimetrije između materije i antimaterije u samom početku našeg svemira. Danas još uvijek nije jasno pokazano jesu li neutrino i antineutrino različiti, kao što su proton i antiproton ili su jednaki kao što je foton i antifoton.
Kvantna fizika preko takozvane superpozicije predviđa da se razni neutrini mogu spontano pretvarati iz jedne vrste u drugu. Tako bi se mogao elektron neutrino poslije stvaranja u jednoj točki prostora u drugoj točki spontano pretvoriti u mion neutrino i u daljnjem gibanju ponovno u elektron neutrino. Taj proces je posljedica kvantne vjerojatnosti: na primjer od početnog νe stanja nakon stanovitog propagiranja kroz prostor dobijemo novo stanje, mješavinu νe + νμ + ντ, čime dolazi do oscilacija između raznih neutrina. Pokusima je oscilacija utvrđena, a strogo matematičko razjašnjenje tog za nas vrlo neintuitivnog fenomena je vrlo složeno. U slučaju oscilacija po kvantnoj teoriji neutrini bi morali imati masu i ne bi se mogli gibati brzinom svjetlosti u vakuumu. Zato je dosadašnja hipoteza, da je neutrino bez mase kao foton, odbačena. Apsolutna masa svakog neutrina je nepoznata, samo su razlike masa poznate, pokazatelji su da je masa vrlo mala. Daljnja istraživanja oscilacija su također važna za bolje razumijevanje kvantne fizike.
Danas znamo da se naš svemir sastoji od oko 5 % vidljive materije, a ostalo je takozvana tamna materija i tamna energija – tamne, jer ne daju svjetlosni signal kao na primjer barioni. Tek se naslućuje da se barem jedan dio tamne materije sastoji od neutrina, što pokazuje koliko malo poznajemo naš svemir. Iz navedenog se vidi koliko je osnovnih problema vezano uz neutrino i kolika je važnost pokusnih istraživanja neutrina za fiziku.

### Pokusna potvrda postojanja neutrina
Fizičari F. Reines i Clyde Lorrain Cowan su 1956. ispitivali reakciju: 
{\displaystyle \mathrm {\bar {\nu _{e}}} +\mathrm {p} \rightarrow \mathrm {n} +\mathrm {e} ^{+}}
pretpostavljajući da antineutrini mogu biti dio zračenja nuklearnih reaktora. Tako su svoj pokus proveli u Savanaah River reaktoru (SAD), koji prilikom nuklearne fisije emitira 1013 (deset tisuća milijardi) elektron antineutrina (νe) iz raspada neutrona: 
{\displaystyle \mathrm {n} \rightarrow \mathrm {p} +\mathrm {e} ^{-}+\mathrm {\bar {\nu _{e}}} }
u jednoj sekundi po cm2. U sudaru neutrina s protonom, neutrino proizvodi neutron i elektron koji u mješavini od 200 litara vode i 40 kilograma kadmij klorida daje signal fotona registriran s 110 fotomultiplikatora (detektor jednog jedinog fotona, gama-zrake). Godine 1956. je, dakle, rođeno bogato i stalno uzbudljivo pokusno polje fizike neutrina. Važnost Reinesova pokusa je priznata tako što mu je dodijeljena Nobelova nagrada za fiziku 1995. 